# Anaïg Butel

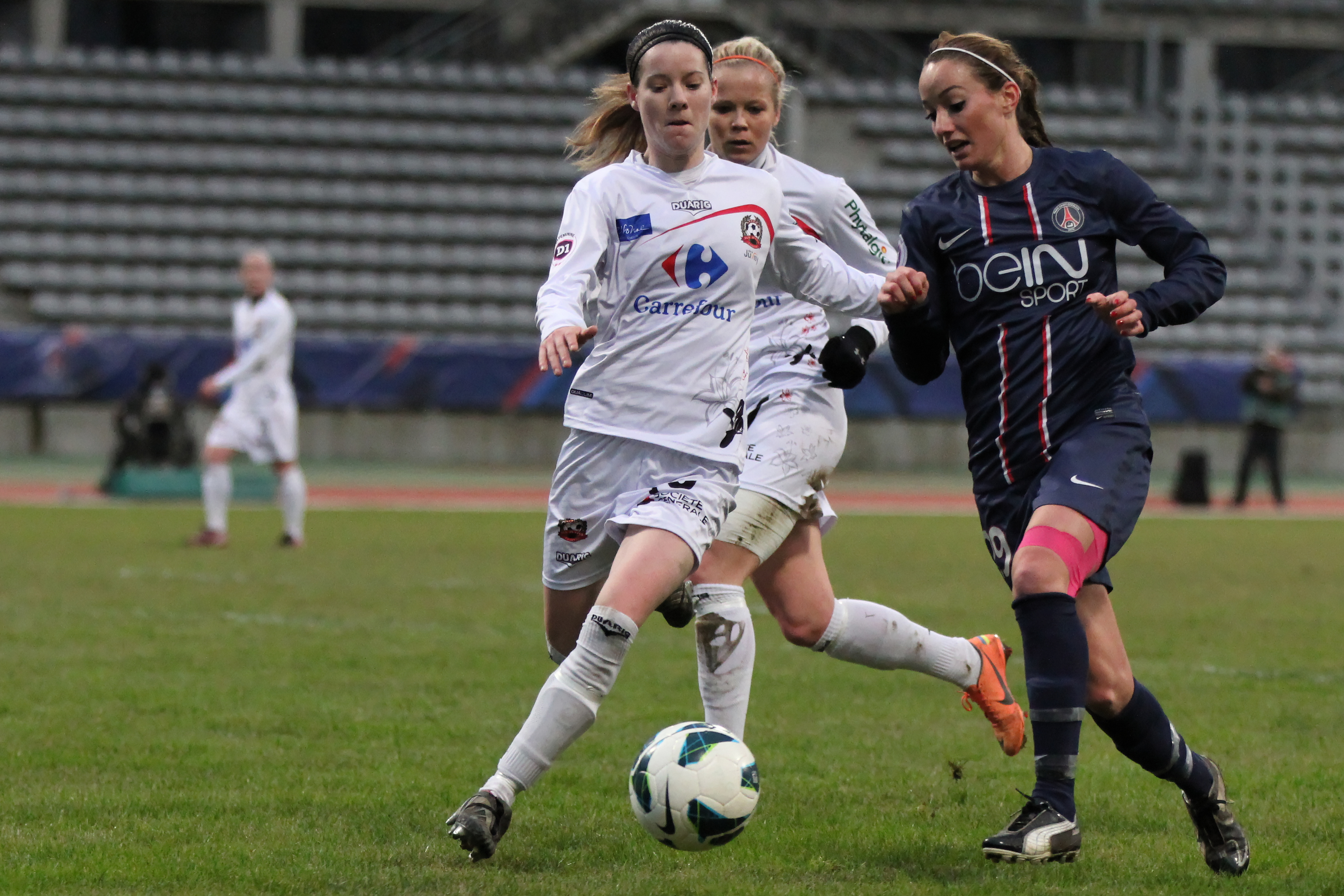
Butel i december 2012.

Anaïg Charlotte Thérese Butel, född 15 februari 1992 i Ivry-sur-Seine, Frankrike, är en fransk fotbollsspelare (försvarare) som representerar klubben FCF Juvisy.
Hon var en del av Frankrikes trupp i VM i Kanada år 2015. Anaïg Butel har spelat 8 landskamper för Frankrike. Hon gjorde sin debut i landslaget i en match mot Kanada den 4 april 2013.
Hon är yngre syster till Gwenaëlle Butel.